# Garde (Gotland)
Pour les articles homonymes, voir Garde.
Garde (prononciation suédoise : [ˈɡɑ̂ːɖɛ]) ou Garda est une localité située sur l'île suédoise de Gotland. Elle correspond à la même superficie que le district administratif de Garde, établi le 1er janvier 2016. C'est également le lieu de naissance du biologiste marin Adolf Appellöf, né en 1857.

## Géographie
Garde désigne est un petit village qui entoure l'église médiévale de Garde.
Dans cette région se trouve l'un des plus grands cairns de Gotland, le Digerrojr (à ne pas confondre avec le tumulus éponyme d'Alskog), également connu sous le nom de Graips rojr. Ce monument funéraire mesure environ 5 mètres de hauteur et 35 mètres de diamètre, et il est entouré de pierres dressées ainsi que d'un rocher qui aurait servi à des rituels sacrificiels.
Depuis 2019, l'église de Garde fait partie de la paroisse de Garde, qui inclut également les églises d'Etelhem, Alskog, Lye et Ardre.
L'astéroïde 10808 Digerrojr, situé dans la ceinture d'astéroïdes, tire son nom du cairn Digerrojr à Garde.